# Ipotesi del Buffone di Corte
L'ipotesi del Buffone di Corte è una teoria secondo cui i processi evolutivi che producono la speciazione siano spinti da fattori abiotici, piuttosto che dalla competizione tra le specie. Si pone in contrasto all'ipotesi della Regina Rossa.

## Storia
Il termine è stato coniato da Anthony Barnosky nel 1999 in allusione e risposta all'ipotesi della Regina Rossa. In un articolo del 2001 sull'argomento lo usa senza citazione, suggerendo di essere stato lui a coniarlo. Anche Westfall e Millar gli attribuiscono il termine (citando il suo articolo) in un loro articolo del 2004, e Michael Benton nel 2009. Dal 2001 l'espressione è entrata nell'uso di molti ricercatori. Il documento di Barnosky è anche uno dei primi a usare termini appropriati per le teorie che si confrontano nel dibattito del Buffone di Corte: l'ipotesi della stabilità di Stenseth e Maynard Smith (1984), l'ipotesi dell'impulso di avvicendamento (1985), la teoria dell'habitat (1992), l'ipotesi del semaforo e il modello a staffetta di Vrba (1995), la stasi coordinata di Brett e Baird (1995) e le teorie del disequilibrio coevolutivo di Graham e Lundelius (1984).

## Ipotesi concorrenti

### Ipotesi dell'impulso di avvicendamento
L'ipotesi dell'impulso di avvicendamento, formulata dalla paleontologa Elisabeth Vrba nel 1985, sostiene che l'avvicendamento delle specie non sia graduale ma provocato da impulsi di grande risonanza sull'habitat, biotici e non, come cambiamenti climatici o dell'ecosistema in generale.

### L'ipotesi della Regina Rossa
L'ipotesi della Regina Rossa è un termine coniato da Leigh Van Valen, nel 1973, alludendo a un passo del libro di Lewis Carroll Attraverso lo specchio e quel che Alice vi trovò. Nella teoria dell'evoluzione si riferisce alla continua corsa ad adattamenti utili nei conflitti con altre specie, ad esempio nelle interazioni preda-predatore e ospite-parassita; questa fa sì che le specie in co-evoluzione si influenzino reciprocamente nell'adattamento.

## Rapporti con l'ipotesi della Regina Rossa
L'ipotesi della Regina Rossa (concentrandosi sull'evoluzione per interazioni biotiche) e l'ipotesi del Giullare di Corte (concentrandosi sull'evoluzione per fattori abiotici, come le casuali perturbazioni ambientali) analizzano entrambe le interazioni ospite-parassita e preda-predatore, proponendo due meccanismi di speciazione diametralmente opposti. Tuttavia, Barnosky riconosce nel documento del 2001 che le due ipotesi non debbano necessariamente essere in conflitto tra loro: anzi, citando Ned Johnson, "Forse è tempo che il Buffone di Corte sposi la Regina Rossa", affinché si risolva questa dicotomia problematica.